# Коста-Рика на зимних Олимпийских играх 2006
Коста-Рика принимала участие в Зимних Олимпийских играх 2006 года в Турине (Италия) в шестой раз за свою историю, но не завоевала ни одной медали. Сборная страны состояла из 1 спортсмена. Коста-Рика в последний раз принимала участие в зимних Олимпийских играх.

## Состав сборной
Как и на прошлой Олимпиаде, Коста-Рику представлял единственный спортсмен — 49-летний лыжник Артуро Кинч, это была уже пятая его Олимпиада.

## Результаты
Старт и финиш гонки проходили на лыжном стадионе «Праджелато План» на высоте 1530 метров. Гонка на 15 км у мужчин состоялась 17 февраля.
| Спортсмен   | Дистанция                 | Результат | Результат |
| Спортсмен   | Дистанция                 | Время     | Место     |
| ----------- | ------------------------- | --------- | --------- |
| Артуро Кинч | 15 км классическим стилем | 1:06:50,3 | 95        |